# Zijkanaal I
Het Zijkanaal I (met de letter "I") is een waterweg in Amsterdam-Noord. Het vormt de verbinding tussen het IJ in Amsterdam en de voormalige Oostzaner Overtoom bij Oostzanerwerf.
De oostelijke en noordoostelijke oever van het kanaal liggen langs de Buiksloterdijk, de Landsmeerderdijk en een stukje van de Oostzanerdijk, die deel uitmaken van de historische Waterlandse Zeedijk. Het is geen gegraven kanaal, maar een deel van het oorspronkelijke IJ dat bij de droogmaking van de Noorder IJpolder (toen bekend als Polder VIII) in 1872 werd overgelaten zodat de Oostzaner Overtoom, waar tot 1986 een scheepsbouwwerf was, over water verbonden bleef. De westelijke oever van het kanaal is daarmee de oostelijke begrenzing van de Noorder IJpolder.
Het wordt gerekend tot de zijkanalen van het Noordzeekanaal. Aan Zijkanaal I liggen twee insteekhavens: het Papaverkanaal en het oostelijk Cornelis Douweskanaal, en de Noordelijke Singel van Tuindorp Oostzaan komt op het kanaal uit.
Er is één brug voor gemotoriseerd verkeer: Brug 356 in de Klaprozenweg (in renovatie, 2016-2018) en er zijn drie nieuwe bruggen voor fietsen en voetgangers: de Theo Fransmanbrug (nr 1788) van 2013 tussen de Papaverweg en het NDSM-terrein en de Kadoelenbrug (nr 1787) van 2012 tussen de Landsmeerderdijk en de nieuwbouwbuurt De Bongerd.
Als laatste is de Bongerdbrug (on genummerde brug) van 2018 tussen de Buiksloterdijk en de Bongerdkade.

## Fotogalerij

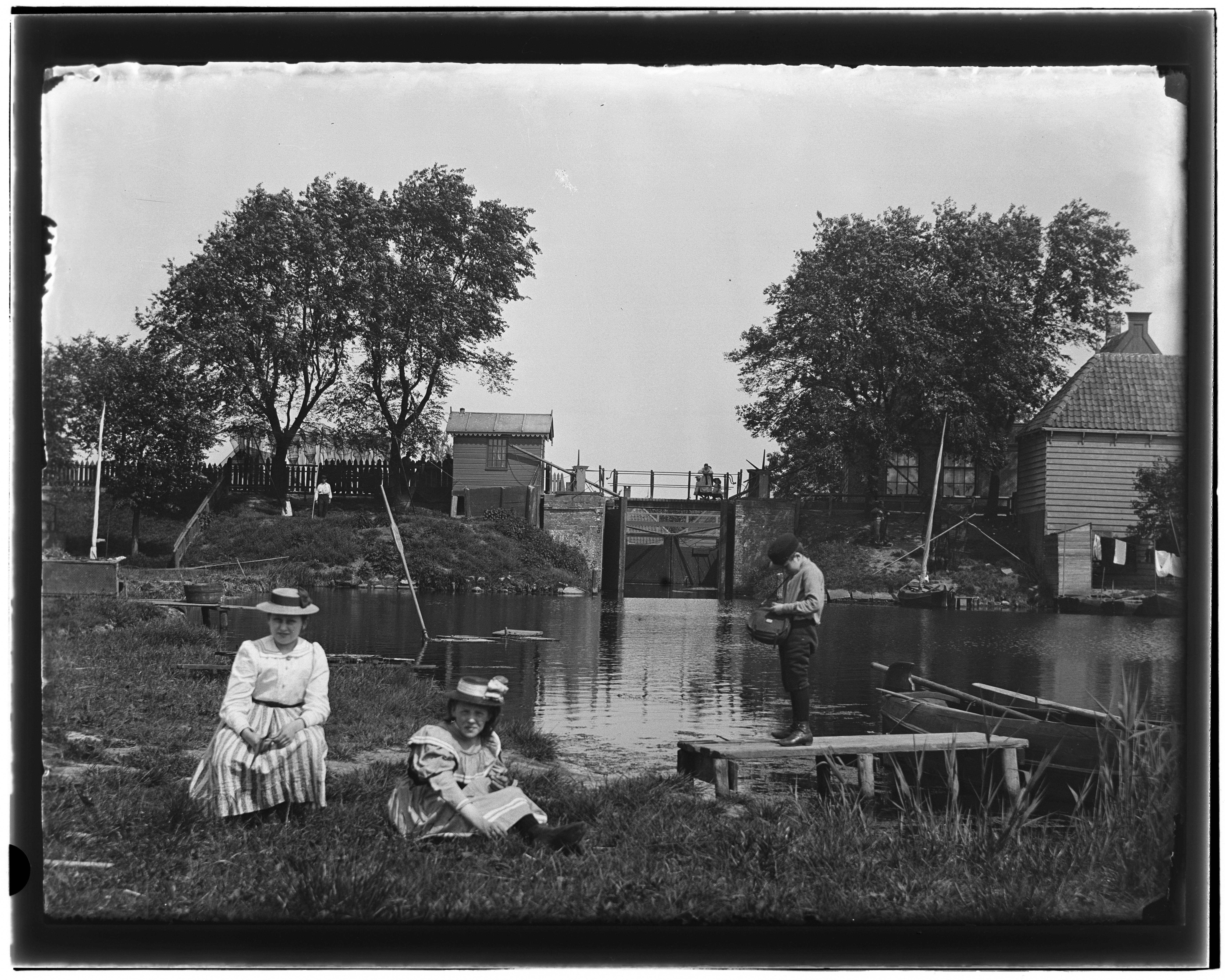
Het einde van het kanaal aan de Oostzanerdijk in 1895 op een foto van Jacob Olie
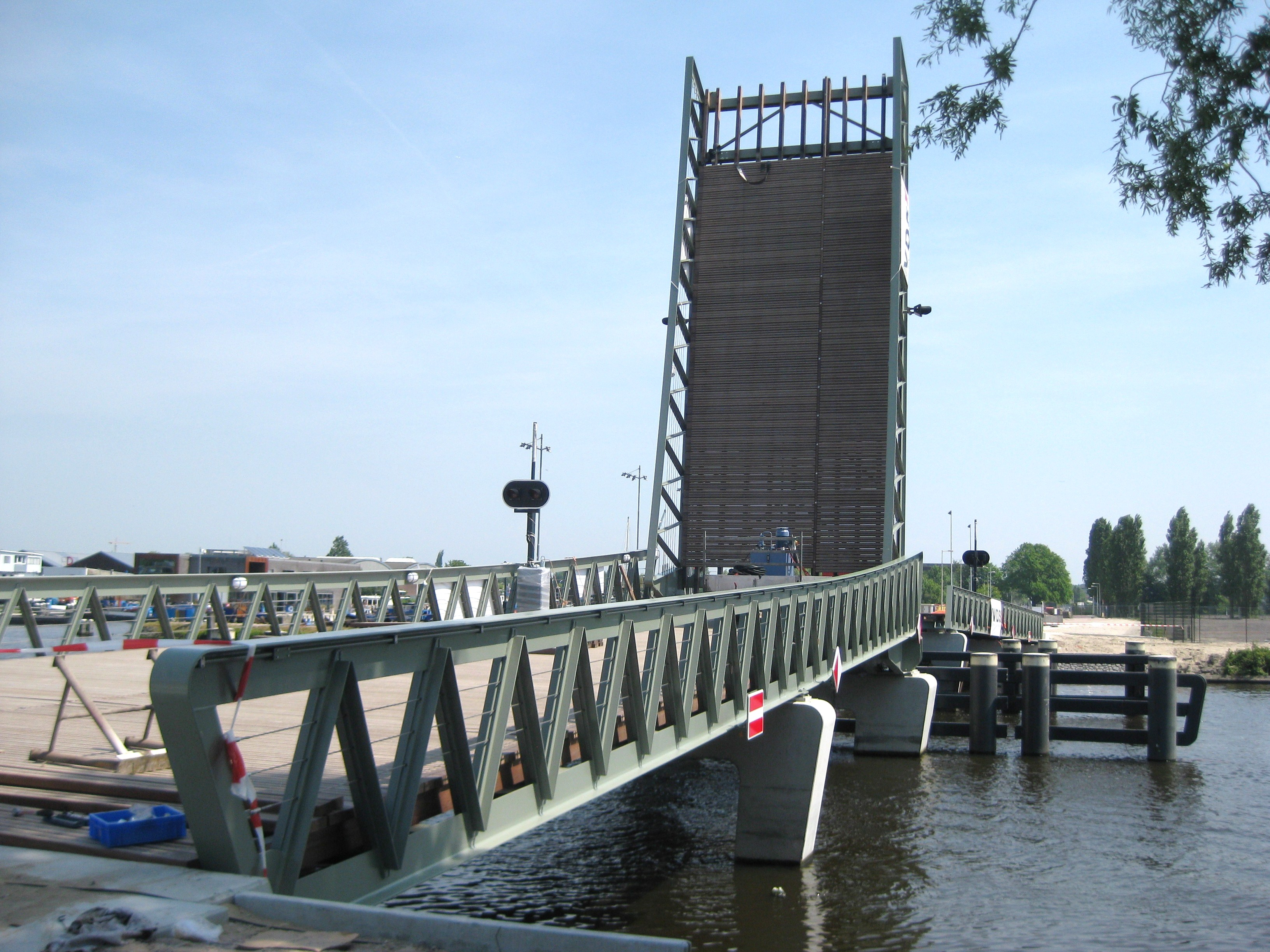
De Theo Fransmanbrug
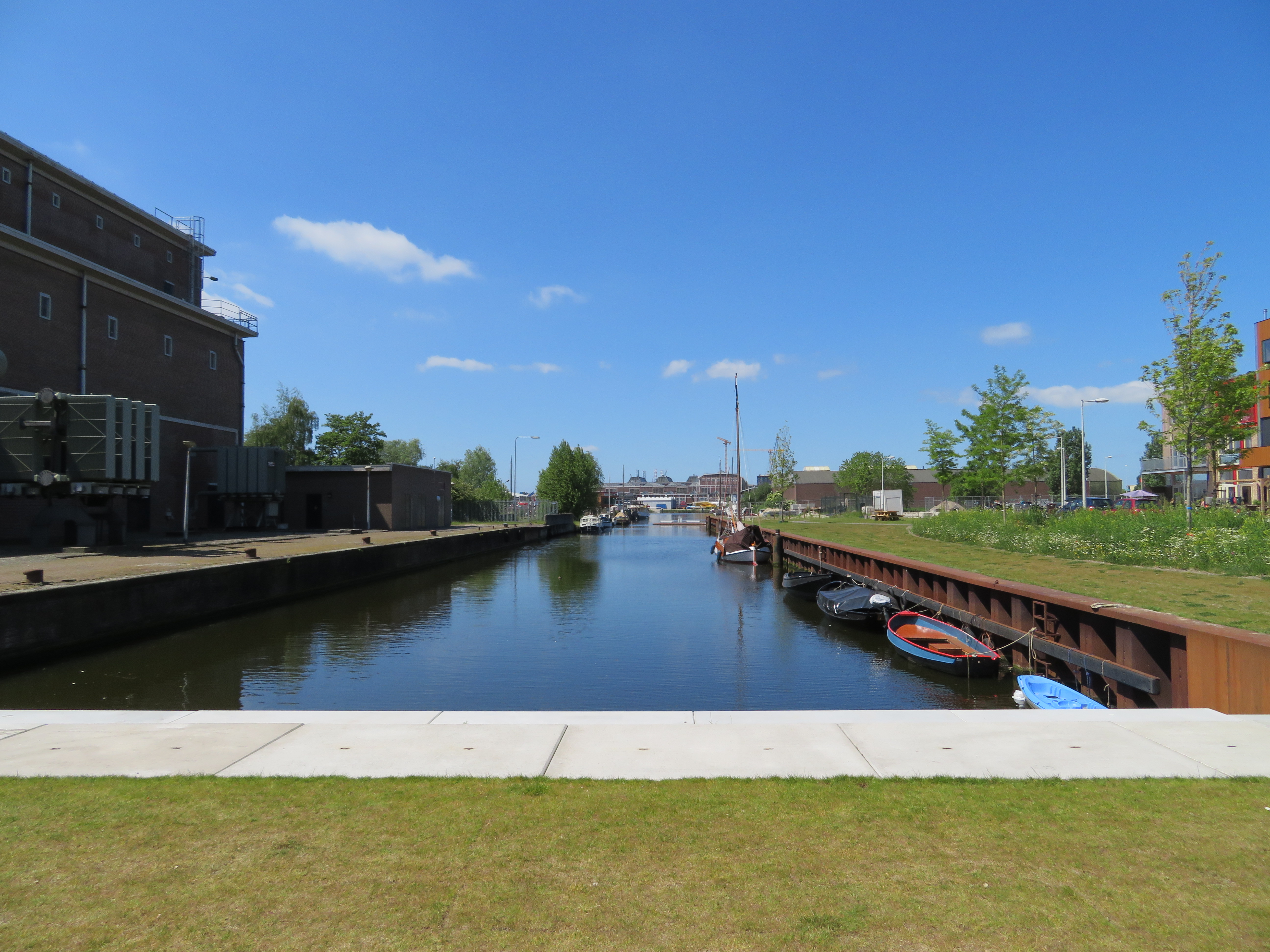
Het Papaverkanaal
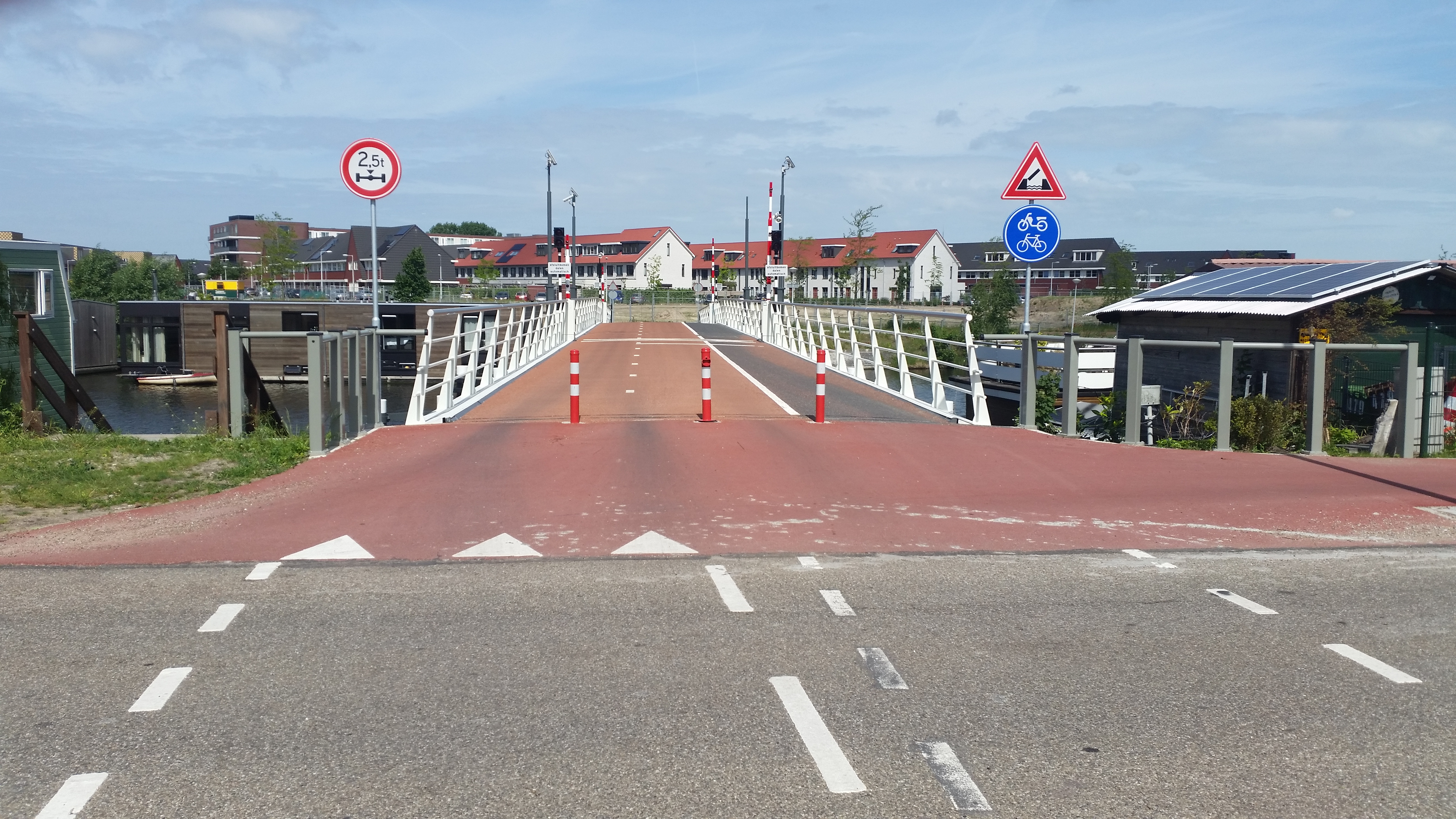
De Bongerdbrug

Zijkanaal A · Zijkanaal B · Zijkanaal C · Zijkanaal D · Zijkanaal E · Zijkanaal F · Zijkanaal G · Zijkanaal H · Zijkanaal I · Zijkanaal J · Zijkanaal K